# يوفنتوس موسم 2013–14
كان موسم 2013–14 هو الموسم الـ116 لنادي يوفنتوس لكرة القدم في الوجود والموسم السابع على التوالي في دوري الدرجة الأولى الإيطالي لكرة القدم. فاز النادي بلقب الدوري الإيطالي للمرة الثالثة على التوالي برصيد قياسي بلغ 102 نقطة و33 فوزًا،  متقدمًا بفارق 17 نقطة عن روما صاحب المركز الثاني.